# The Browns

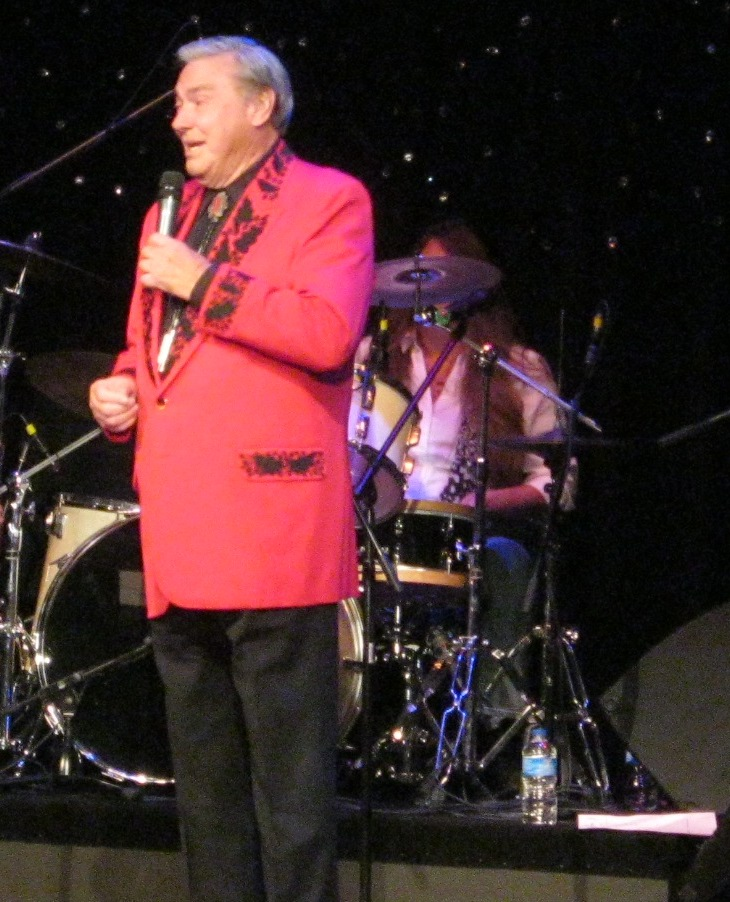
Jim Ed Brown (2012)

The Browns è stato un trio vocale country-folk statunitense, originario dell'Arkansas e attivo dal 1955 al 1967. Il gruppo era composto da Jim Ed Brown (1934-2015) e dalle sue due sorelle Maxine e Bonnie.

## Discografia

### Album
Lista parziale.
- 1957 - Jim Edward, Maxine, and Bonnie Brown
- 1959 - Sweet Sounds by the Browns
- 1960 - The Browns Sing Their Hits
- 1961 - Our Favorite Folk Songs
- 1963 - Grand Ole Opry Favorites
- 1965 - When Love Is Gone
- 1966 - Our Kind of Country
- 1967 - Browns Sing the Big Ones from Country

### Singoli
Lista parziale.
- 1954 - Looking Back to See
- 1955 - Here Today and Gone Tomorrow
- 1956 - I Take the Chance
- 1956 - Just as Long as You Love Me
- 1957 - I Heard the Bluebirds Sing
- 1959 - The Three Bells
- 1959 - Scarlet Ribbons (For Her Hair)
- 1960 - The Old Lamplighter
- 1960 - Send Me the Pillow You Dream On
- 1966 - I'd Just Be Fool Enough